# 笑福亭里鶴
笑福亭 里鶴（しょうふくてい りかく）は上方落語の名。現在は空き名跡となっている。

五枚笹は、笑福亭一門の定紋である。

「りかく」の名は本来は璃鶴と書いた。過去に名乗った人物が2人ほどいる
- 初代笑福亭璃鶴 - 後の3代目笑福亭圓笑。
- 2代目笑福亭璃鶴 - 後の2代目笑福亭福松。
- 笑福亭里鶴 - 本項にて詳細。
- 笑福亭里鶴 - 2代目笑福亭木鶴の実子で弟子、はじめ立川三光一門で小三木、父の門下で木三松、後に4代目笑福亭松鶴の門下で三福、里鶴、小松鶴、2代目文里を経て、軽口コンビ「笑門亭福徳・福来」の福楽、落語復帰後笑福亭喜鶴を名乗った。
- 笑福亭里鶴 - 本項にて記述。
- 笑福亭璃鶴 - 本項にて記述。

## 長谷川末吉
笑福亭 里鶴（しょうふくてい りかく、生年不詳、明治末期 - 1944年6月2日）は、落語家。本名は長谷川 末吉。
3代目笑福亭松鶴の隠し子だと言われていたが、最近の調査で実際は甥で急死した兄弟の子供を赤子の頃から引き取って育てたのだという。
子供の頃から4代目笑福亭松鶴の門下になり於多福となり、その後竹枝を経て1921年に里鶴となった。
上方落語が凋落する中で1927年に吉本を離れ神戸の寄席に出たりラジオに出たりした。5代目笑福亭松鶴の「楽語荘」の活動に真っ先に参加した。
『華やかさのある高座ぶりで、深く聞く噺ではないが、よくわかってとっつきがよい』と評された。
得意ネタは「按七」「紙屑屋」「吹替息子」等がある。
一枚だけ「酒のかす」という小噺のSPレコードが残されている。
墓所は大阪市天王寺区上本町9丁目の壽法寺（別名・紅葉寺）。

## 田中康人
笑福亭 里鶴（しょうふくてい りかく、1954年3月28日 - ？）は、落語家。
1954年3月28日生まれ。本名∶田中 康人。1973年8月、6代目笑福亭松鶴に入門、1979年4月に同門の笑福亭雛鶴と結婚。笑福亭鶴三が6代目松喬襲名時笑福亭松橋から里鶴に改名。その後廃業し早世した。

## 笑福亭璃鶴
笑福亭璃鶴（1949年8月1日生まれ。本名∶坂本 通郎。龍谷大学卒業後、1972年に入門。後に廃業。）